# Géométrie de la mort
Géométrie de la mort (Zasada przyjemności, « Principe de plaisir ») est une série télévisée polono-tchéco-ukrainienne de dix épisodes sortie en Pologne sur Canal+ Premium du 9 juin 2019 au 7 juillet 2019, en Tchéquie sur ČT1 du 14 octobre 2019 au 16 décembre 2019, et en Ukraine sur 1+1 du 17 août 2020 au 27 août 2020. 
Elle est diffusée sur Arte du 5 novembre 2020 au 19 novembre 2020.

## Synopsis
À Odessa, le corps d'une jeune femme au bras sectionné est retrouvé dans une barque. À Varsovie, un bras coupé est découvert dans un coffre de voiture à la suite d'une agression. À Prague, un autre bras de femme apparaît sur la scène d'un théâtre. La commandante polonaise Maria Sokolowska se met rapidement en liaison avec l'inspecteur tchèque Viktor Seifert pour trouver l'assassin. De son côté, à Odessa, Serhij Franko n'a pas connaissance des autres enquêtes et fait appel à un de ses informateurs. À mesure que les enquêtes avancent, les témoins sont tués par des professionnels.

## Distribution
- Małgorzata Buczkowska : la commissaire Maria Sokolowska
- Karel Roden (VF : Gabriel Le Doze) : le major Viktor Seifert
- Siergiej Strelnikov (VF : Julien Meunier) : le capitaine Serhij Franko
- Robert Gonera (pl) : Józef Krawiec
- Dawid Czupryński (pl) : le lieutenant Marek Mielnik
- Kryštof Hádek (pl) : Ota Valenta
- Dmitri Oleshko (VF : Philippe Bozo) : Bohdan
- Mirosław Baka : Mariusz Woźniak
- Anna Geislerová : Daniela
- Martin Finger : Sova
- Marek Taclík : Rosner
- Robert Mikluš : Vrabec
- Marcin Tyrol (pl) : Witold Patryk Bronisz
- Piotr Gąsowski : Zygmunt Bednarek "Gianni"
- Urszula Grabowska : Wanda
- Stipe Erceg : Anton Fried
- Piotr Machalica : Gustaw
- Stanislav Boklan : Artem Jefremow

 Source et légende : version française (VF) sur RS Doublage

## Production
La production est prise en charge par Apple Film Production, qui a déjà produit entre autres Glina et Espions de Varsovie.

### Développement
C'est le réalisateur Dariusz Jabłoński qui est à l'origine de la série, dont il a assuré la réalisation.
Le scénario est confié à Maciej Maciejewski, scénariste sur la série policière Glina de Władysław Pasikowski.

### Attribution des rôles
Les rôles principaux sont attribués à Małgorzata Buczkowska, Karel Roden et Serhij Strelnikov.
L'un des acteurs de la série connu internationalement est Karel Roden qui a tourné dans Crossing Lines et Under the Skin.

### Tournage
Le tournage s'est fait d'octobre 2017 à mai 2018 dans les trois villes où se déroule l'action.

### Fiche technique
- Création : Dariusz Jabłoński
- Scénario : Maciej Maciejewski
- Réalisation : Dariusz Jabłoński
- Photographie : Paweł Dyllus, Martin Žiaran, Andrey Lisetskiy
- Montage : Milenia Fiedler
- Musique : Michał Lorenc
- Production : Apple Film Production, Moloko Film, Star Media
- Langues : russe, tchèque, polonais, anglais

## Accueil

### Réception critique
Pour Xavier Leherpeur de France Inter, 

« Derrière la mécanique d’un thriller urbain et très sombre, se profile la radiographie d’une Europe de l'Est contemporaine, héritière d’un passé dont elle ne s’est pas encore toujours remise, désormais confrontée aux oligarques d’aujourd’hui et traversée par la corruption et la fracture entre les nouveaux pouvoirs et une population qui doit encore se débrouiller pour survivre. »

### Audience
- Pour les premiers épisodes : 1,3 million de téléspectateurs et 5,3 % de part de marché[7] ;
- pour les derniers épisodes : 782 000 téléspectateurs et 3,1 % de part de marché[réf. nécessaire] ;
- soit une moyenne de 977 000 téléspectateurs et 4,8 % de part de marché[8] ;
- à ces chiffres de téléspectateurs, il faut ajouter 3,8 millions de vidéos avec l'offre séries sur arte.tv[9].